# Dmitrij Boczarow
Dmitrij Siergiejewicz Boczarow, ros. Дмитрий Сергеевич Бочаров (ur. 20 października 1982) – rosyjski szachista, arcymistrz od 2003 roku.

## Kariera szachowa
W 2000 r. zwyciężył w jednym z eliminacyjnych turniejów mistrzostw Rosji, natomiast w 2002 r. podzielił II-IV m. (za Ernesto Inarkiewem) w mistrzostwach kraju juniorów do 20 lat oraz zdobył – w Ułan Bator – brązowy medal akademickich mistrzostw świata. W tym samym roku zwyciężył również w Tomsku oraz w rozegranym w Samarze jednym z turniejów z cyklu Pucharu Rosji (wspólnie z Borysem Graczewem i Denisem Jewsiejewem). W 2003 r. podzielił I m. w Cappelle-la-Grande (wspólnie m.in. z Jewgienijem Miroszniczenko, Aleksandrem Areszczenko, Eduardasem Rozentalisem i Władimirem Burmakinem), w Sankt Petersburgu (wspólnie z Władimirem Burmakinem) oraz w mistrzostwach Rosji studentów (wspólnie z Siergiejem Djaczkowem). W 2004 r. odniósł duży sukces, samodzielnie zwyciężając w openie w Abu Zabi, a następnym roku dzieląc w tym mieście II miejsce (za Aszotem Anastasianem). W 2005 r. zakwalifikował się również do turnieju o Puchar Świata, w I rundzie eliminując Pawła Smirnowa, ale w II przegrywając z Gatą Kamskim. W 2006 r. odniósł kolejny sukces, zajmując I m. w rozegranym w Sankt Petersburgu memoriale Michaiła Czigorina, w 2007 r. zwyciężył (wspólnie z Andrejem Żyhałką) w Mińsku, natomiast w 2008 r. zdobył w Nowokuźniecku tytuł mistrza świata studentów, podzielił I m. (wspólnie z Andriejem Charłowem) w Kazaniu (memoriał Raszida Neżmetdinowa) oraz zwyciężył w Chanty-Mansyjsku. W 2009 r. podzielił I m. w Woroneżu (wspólnie m.in. z Walerijem Popowem, Dmitrijem Kokariewem i Siergiejem Wołkowem). W 2011 r. po raz drugi w karierze zwyciężył w memoriale Michaiła Czigorina.
Najwyższy ranking w dotychczasowej karierze osiągnął 1 stycznia 2009 r., z wynikiem 2647 punktów zajmował wówczas 77. miejsce na światowej liście FIDE.